# Social Democratic and Labour Party
Social Democratic and Labour Party (SDLP), iriska: Páirtí Sóisialta Daonlathach an Lucht Oibre, är ett irländskt nationalistiskt parti i Nordirland. Det var det största nationalistiska partiet i Nordirland från dess bildande i början av 1970-talet till 2001, då Sinn Féin för första gången fick fler röster och parlamentsmandat. Partiet vann två mandat  i det brittiska underhuset i valet 2019. Partiledare är sedan november 2015 Colum Eastwood.
SDLP:s förre partiledare John Hume tillsammans med UUP:s dåvarande partiledare David Trimble belönades tillsammans med Nobels fredspris år 1998 för sina ansträngningar att skapa fred genom fredsavtalet långfredagsavtalet.